# Wolfgang Hartung (Historiker)
Wolfgang Hartung (* 19. Juni 1946 in Weiler-Simmerberg; † 27. Januar 2025, begraben in Scheidegg) war ein deutscher Historiker und außerplanmäßiger Professor an der Universität Duisburg-Essen, der sich hauptsächlich mit der Sozialgeschichte des südwestlichen mittelalterlichen Heiligen Römischen Reiches beschäftigt.

## Leben
Wolfgang Hartung wuchs in Scheidegg auf, absolvierte sein Abitur am Gymnasium Lindenberg und studierte anschließend Geschichte, Romanistik, Germanistik und Soziologie. Im Jahr 1971 promovierte er in München mit einer wirtschafts- und sozialgeschichtlich ausgerichteten Arbeit über die Stadt Lindenberg im Allgäu. Er lehrte ab 1974 an der Universität Duisburg Geschichte des Mittelalters und der frühen Neuzeit und war Vorsitzender des Memminger Forums für schwäbische Regionalgeschichte. Nach der Emeritierung als Professor an der Universität Duisburg im Jahr 2011, war Hartung noch als Professor an der Universität Saratow und als Gastprofessor in Marokko tätig. Im Jahr 2015 zog er wieder in seinen Heimatort Scheidegg und befasste sich intensiver mit der dortigen Heimatforschung.
Hartungs Arbeitsschwerpunkte waren die Stammesbildung bei Alemannen und Baiern, die Struktur des frühmittelalterlichen Adels, die Geschichte Vorarlbergs und des Westallgäus und die Gesellschaft des Mittelalters und der frühen Neuzeit, insbesondere Armut und soziale Randgruppen.

## Schriften
- Gesellschaftliche Randgruppen im Spätmittelalter. Phänomen und Begriff. In: Bernhard Kirchgäßner, Fritz Reuter (Hrsg.): Städtische Randgruppen und Minderheiten (= Stadt in der Geschichte. Bd. 13). Sigmaringen 1986, S. 49–114.
- Lindenberg im Allgäu. Herrschaftliche, gesellschaftliche und wirtschaftliche Strukturen von den Anfängen bis in das 20. Jahrhundert. Dissertation, Ludwig-Maximilians-Universität München, 1971 (Inhalt, PDF).
- Süddeutschland in der frühen Merowingerzeit. Studien zu Gesellschaft, Herrschaft, Stammesbildung bei Alamannen und Bajuwaren. Franz Steiner, Wiesbaden 1983, ISBN 3515034188 (2. Auflage 1998, ISBN 9783515034180).
- mit Joachim Jahn, Immo Eberl: Oberdeutsche Städte im Vergleich. Mittelalter und Frühe Neuzeit. Regio Verlag Glock und Lutz, 1989, ISBN 978-3-8235-6112-5.
- Hrsg. mit Alois Niederstätter: Eliten im vorindustriellen Vorarlberg (= Untersuchungen zur Strukturgeschichte Vorarlbergs. Bd. 3). Dornbirn 1994.
- Die Herkunft der Welfen aus Alamannien. In: Karl-Ludwig Ay, Joachim Jahn, Lorenz Maier (Hrsg.): Die Welfen. Landesgeschichtliche Aspekte ihrer Herrschaft (= Forum Suevicum. Bd. 2). UVK, Konstanz 1998, ISBN 3-87940-598-0, S. 23–55 (Digitalisat, PDF).
- Das 11. Jahrhundert als „Aufbruchsepoche“ Europas. In: Dirk Ansorge, Dieter Geuenich, Wilfried Loth (Hrsg.): Wegmarken europäischer Zivilisation. Göttingen 2001, S. 50–73.
- Die Spielleute im Mittelalter. Gaukler, Dichter, Musikanten. Artemis und Winkler, Düsseldorf 2003, ISBN 3538071632 (Rezensionsnotiz bei Perlentaucher).
- Die Alemannen. Von der Völkerwanderung bis zur Karolingerzeit (= Beck’sche Reihe. Bd. 2325). Beck, München 2008, ISBN 9783406480256.
- Armut und Marginalität. Kinder zwischen Fürsorge und Disziplinierung in der Frühen Neuzeit. In: Documenta Pragensia. ISSN 0231-7443, Bd. 31, 2012, S. 495–520.